# Geodinamica

La Terra.

La geodinamica (o geologia dinamica; dal greco antico Γῆ?, Gē, "Terra" e δύναμις, dynamis, "forza") è quella branca della geologia che studia le forze alle quali è sottoposta la Terra e le modalità con cui si verificano i mutamenti sia sulla superficie del nostro pianeta ("geodinamica esterna") che all'interno di esso ("geodinamica interna"). Possiamo pertanto distinguere:
- la geodinamica interna, geodinamica endogena o endodinamica: dal greco antico ἔνδον? ("internamente") e δύναμις ("forza"): studia sia i processi che si verificano al di sotto della crosta terrestre (mantello e moti convettivi, nucleo esterno e interno) sia quelli che, pur manifestandosi sulla superficie terrestre, hanno tuttavia un'origine interna (ad esempio l'orogenesi, il vulcanismo, i fenomeni sismici, la tettonica delle placche, faglie e rift);
- la geodinamica esterna, geodinamica esogena o esodinamica: dal greco antico ἒξω? ("fuori") e δύναμις ("forza"): studia i processi che si manifestano sulla superficie terrestre, nell'atmosfera e nell'idrosfera, ossia i fenomeni meteorologici, il ciclo litogenetico e quello biogeochimico, l'azione delle acque, del vento e della temperatura sulle rocce, la loro sedimentazione e diagenesi.